# جوانا حاجي توما
جوانا حاجي توما (10 أغسطس 1969 -)، مخرجة أفلام وكاتبة سيناريو ومنتجة لبنانية، تعاونت في العديد من أفلامها مع خليل جريج. يعتبر يوم آخر أحد أبرز أفلامهما إذ حاز على جائزة دون كيخوتة وجائزة FIPRESCI في مهرجان لوكارنو الدولي للأفلام كما كان فيلمهما البيت الزهر مرشح لبنان الرسمي لأفضل فيلم أجنبي في الأوسكار إلا أنه لم يكن بين المرشحين النهائيين للجائزة.

## وصلات خارجية
- جوانا حاجي توما على موقع IMDb (الإنجليزية)
- جوانا حاجي توما على موقع ألو سيني (الفرنسية)
- جوانا حاجي توما على موقع أول موفي (الإنجليزية)
- جوانا حاجي توما على موقع قاعدة بيانات الأفلام السويدية (السويدية)
- جوانا حاجي توما على موقع قاعدة بيانات الفيلم (الإنجليزية)
- جوانا حاجي توما على موقع كينوبويسك (الروسية)

- جوانا حجي في موقع قاعدة بيانات الأفلام